# Франц Екберт Кемерер фон Вормс
Франц Екберт II Кемерер фон Вормс-Далберг (на немски: Franz Eckbert II Kämmerer von Worms-Dalberg; * 28 февруари 1674; † 14 август 1741) е немски благородник, „кемерер“, господар на Вормс в Рейнланд-Пфалц и фрайхер на Далберг при Бад Кройцнах, от 1683 г. домхер в Трир, 1699 г. обер-амтман на епископа на Шпайер в Кирвайлер и Дайдесхайм, императорски и таен съветник на Курфюрство Трир. Той основава линията „Далберг-Валхаузен“, която като последна от рода измира през 1940 г.
Той е син (от 13 деца) на Филип Франц Еберхард фон Далберг (1635 – 1693) и съпругата му Анна Катарина Франциска Кемерер фон Вормс, господарка на Далберг (1644 – 1679), дъщеря на Йохан XXV Кемерер фон Вормс († 1670), господар на Далберг и Анна Антоанета фон дер Лайен († 1659), сестра на архиепископите на Майнц Карл Каспар фон дер Лайен и Дамиан Хартард фон дер Лайен.
През 1683 г. Франц Екберт II е домхер в Трир. За да се ожени той се отказва от духовенството ок. 1699 г. Франц Екберт II разделя с брат си Волфганг Еберхард фамилното наследство. Той основава линията „Далберг-Валхаузен“, брат му линията „Далберг-Хернсхайм“.Братята сключват фамилния договор от 1723 г., по който се определят наследствени отношения.
Франц Екберт II Кемерер фон Вормс-Далберг построява (1715 – 1718) заедно с трите му братя нов градски дворец за цялата фамилия в Майнц.
Франц Екберт II Кемерер умира на 67 години на 14 август 1741 г. и е погребан в доминиканската църква в Майнц.

## Фамилия
Франц Екберт II Кемерер фон Вормс Франц Екберт Кемерер фон Вормс се жени пр. 1701 г. за Мария Франциска Юлиана Фукс фон Дорнхайм (1679 – 1706), дъщеря на Йохан Фукс фон Дорнхайм и Мария Йохана фон Розенбах/Розенберг. Те имат децата:
- Хуго Филип Екберт Кемерер фон Вормс-Далберг (* 31 март 1702; † 1754), става таен съветник във Вюрцбург и Фулда и обер-амтман на Хамелбург, женен на 4 октомври 1729 г. за Мария Анна Йозефа София Цобел фон Гибелщат (* 20 август 1713; † 8 юни 1774), дъщеря на фрайхер Йохан Франц Цобел фон Гибелщат (1669 – 1732) и фрайин София Мария Франциска фон Франкенщайн (1677 – 1732); имат дъщеря и син
- Лотар Фридрих Хериберт (* 12 юни 1703; † 17 април 1729, погребан във Вюрцбург), от 1711 г. домхер в Шпайер, от 1712 също в Трир и от 1713 г. във Вюрцбург и Вормс

Франц Екберт Кемерер фон Вормс се жени втори на 12 юни 1708 г. в Майнц за Мария Луиза Кемерер фон Вормс-Далберг (* 5 август 1686; † 12 септември 1760). Те имат децата:
- Фридрих Антон Кристоф цу Хеслох, Моменхайм и Габсхайм (* 29 април 1709; † 15 юли 1775), от 1721 до 1726 г. домхер в Майнц и Шпайер. 1726 става светски и се жени на 17 ноември 1738 г. за София Елизабет Ксаверия фон Умщат (* 14 юли 1722; † 19 ноември 1796 г. в Ханау), дъщеря на Франц Филип Каспар Вамболт фон Умщат и Шарлота фон Кеселщат. Фридрих Антон Кристоф е от 1731 г. бургман във Фридберг, обер-амтман във Велденц, таен съветник и вице-президент в Курфюрство Майнц и от 1741 г. хауптман на „Рицарския кантон Оберрейн“.
- Магдалена Лукреция (* ок. 1712; † 6 април 1733), омъжена на 23 юли 1730 г. за Франц Александер Казимир Фрай фон Дерн († 21 октомври 1737)
- Карл Хайнрих Адалберт Филип Франц Екенберт (* 8 август 1714, Майнц; † 12 август 1714?).
- Мария Анна Хенриета Габриела Константина Еберхардина, омъжена 1735 г. за Йохан Хайнрих фон Цивел, обер-амтман на Люксембург.
- Франц Карл Антон Еберхард (* 27 август 1717; † 12 март 1781), 1725 домхер във Вормс и по-късно също там домкустос. 1726 г. домхер в Майнц, 1731 домхер в Триер, 1753 архидякон в „Св. Агата“ в Лонгюйон, 1760 архидякон в „Св. Кастор“ в Карден, 1765 домхер в Шпайер, 1777 домпропст в Трир и домкустос в Майнц. Освен това той е таен съветник на Курфюрство Майнц.